# Медяник, Владислав Васильевич
Владисла́в Васи́льевич Медя́ник (род. 28 января 1957 года, Красноярск) — российский исполнитель шансона, получил известность как Слава Медяник. Лауреат премий «Шансон года»

## Детство и юность
Родился в Красноярске. По желанию отца, офицера КГБ, поступил в хоровую студию Красноярского краевого хора, впоследствии стал солистом хора. Был дипломантом Республиканского конкурса пионерской песни. В хоровой студии обучался также по классу баяна.

## Карьера
В 1972 году создал свой ансамбль, но серьёзная музыкальная карьера началась позже — после встречи с Аркадием Северным. Начиная с 1977 года Медяник начинает выступать в ресторанах города Измаил, где стал одним из самых известных исполнителей. К концу 1980 года был приглашён в качестве вокалиста в Черновцы, в группу «Жива вода». После распада группы вновь вернулся в Измаил, где выступал и одновременно учился в местном педагогическом институте. В 1983 году вернулся в Красноярск, где открыл студию звукозаписи, тиражируя кассеты.
В 1985 году начал выступать в составе группы «Визит».
С 1989 года поёт сольно, записывая первый студийный альбом «Песни с обочины 2» («Песни с обочины 1» записывался на домашней аппаратуре).
Некоторое время жил в США, где его первый альбом и второй («Калифорния») стали весьма успешными. В США некоторое время занимался ресторанным бизнесом.
Участник ежегодной Национальной премии «Шансон года» в Кремле 26 марта 2011.
Премия Радио Шансон «Шансон года» (20 апреля 2019) — за песню «Заедьте к Маме».
Премия Радио Шансон «Шансон года» (5 июня 2021) — за песню «Тяжело седому пацану».

## Дискография
- 1988 — «Песни с обочины»
- 1990 — «Песни с обочины 2»
- 1991 — «Калифорния»
- 1996 — «Шкурный вопрос»
- 1997 — «Эх, жизнь моя»
- 2000 — «Аллилуйя»
- 2001 — «Се-ля-ви»
- 2003 — «От сумы да от тюрьмы»
- 2008 — «Пролито вино»
- 2011 — «Планета счастья»
- 2015 — «Душа»
- 2015 — «Об истине» (на стихи Вячеслава Иванькова («Япончика»))

## Синглы
- «Днепропетровская братва»
- «Калифорния»
- «Мы-волки…» - правообладание оспаривается. Оригинальная песня и музыка авторства Олега Газмана и Владимира Голисаева, 1970 года.
- «Се-ля-ви»
- «Тяжело седому пацану…»

## Клипы
- 1996 — «Аллилуйя»
- 2001 — «Ангел снов»
- 2002 — «Мы-волки»
- 2020 — «Тяжело седому пацану»…